# Fujimi Shobo
Fujimi Shobo (富士見書房, Fujimi Shobō), anciennement Fujimi Shobo Co., Ltd. (株式会社富士見書房, Kabushiki gaisha Fujimi Shobō), était une maison d'édition japonaise spécialisée dans les mangas, romans illustrés (light novel), jeux de rôle sur table et jeux de cartes à collectionner.
Créée en 1972 et réorganisée à trois reprises, elle était une entreprise indépendante avant de devenir une brand company en français : « entreprise de marque » de Kadokawa Corporation en 2013. Elle a cessé d'exister en 2015 au profit de la marque Kadokawa.

## Histoire

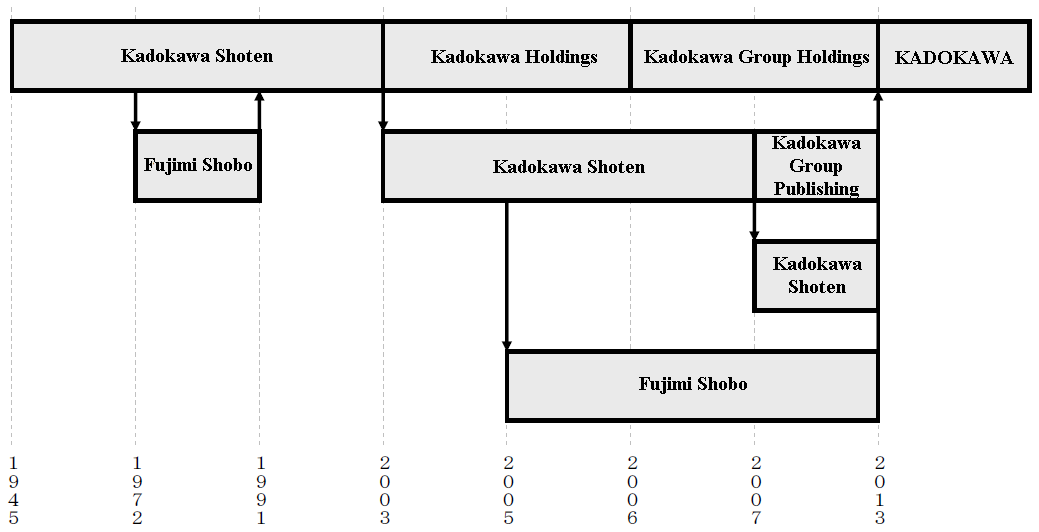
Frise chronologique de la société.

### La première entreprise Fujimi Shobo
Fujimi Shobo Co., Ltd. a été créée en 1972 pour éditer et publier des manuels d'autoformation pour Kadokawa Shoten (aujourd'hui devenu Kadokawa). Le nom de l'entreprise provient du quartier de Fujimi (ja) dans l'arrondissement de Chiyoda au sein de la préfecture de Tokyo, là où se situe le siège social du groupe Kadokawa.
Le magazine d'haïku Haiku kenkyū (ja) a été acquis en 1986, et depuis sa publication jusqu'en 2007, l'entreprise a également commencé à publier des livres sur le haïku.
En 1976, des adaptations en manga par Jirō Tsunoda (ja) des romans Le Village aux huit tombes, La Hache, le koto et le chrysanthème et La Ritournelle du démon de Seishi Yokomizo ont été publiées sous le label WILD COMICS. Le label de romans érotiques Fujimi Roman Bunko (ja) est lancée l'année suivante. La publication du magazine Popteen a débuté en 1980. Jidai shōsetsu bunko est lancé en 1981 et le premier numéro de Dragon Magazine (ja) est sorti en 1988.

### Division de Kadokawa Shoten
En 1991, Fujimi Shobo a fusionné et est absorbée avec Kadokawa Shoten pour devenir une division de la société, néanmoins elle garde son nom sur ses activités (en tant qu'entreprise interne (ja)).
Depuis lors, les light novel du label Fujimi Fantasia Bunko (ja) et le développement de leur media mix (ja) sont les principales sources de ventes. Elle se lance également dans le jeu de cartes à collectionner en 1997 avec Monster Collection (ja).

### La deuxième entreprise Fujimi Shobo
En octobre 2005, Fujimi Shobo redevient une entreprise indépendante,. Cependant, les activités de vente restent chez Kadokawa Shoten, les activités de Fujimi Shobo étant la publication de magazines de prépublication de manga et de volumes tankōbon, et ce, jusqu'en 2007 avec la restructuration du groupe où Kadokawa Group Publishing (KGP) remplace Kadokawa Shoten. Bien que Fujimi Shobo ne possédait pas de service commercial car cette activité est confiée à KGP, le nom de KGP n'était pas affiché dans les annonces de l'entreprise. Cependant, à partir de 2008, Kadokawa Comics Dragon Jr. (devenu par la suite Dragon Comic Age) fait la mention de « Édité par Fujimi Shobo, publié par Kadokawa Group Publishing » sur sa quatrième de couverture.

### Fujimi Shobo sous Kadokawa
En avril 2013, Kadokawa Group Holdings a fusionné avec Kadokawa Group Publishing pour devenir une société holding commerciale. La société a été renommée Kadokawa Corporation le 22 juin 2013.
Le 1er octobre 2013, Fujimi Shobo et huit autres filiales ont fusionné avec Kadokawa Corporation et sont devenues des brand companies en français : « entreprises de marque »,,. C'est à partir de ce moment que la mention de « Fujimi Shobo » au dos de diverses couvertures commence à disparaître, laissant tout simplement « Kadokawa » à la place.
À la suite du ralentissement du marché de l'édition plus rapide que prévu, Kadokawa Corporation a restructuré ses Brand companies internes en avril 2015, celles-ci ont été supprimées, Fujimi Shobo est devenue une marque Kadokawa,. Dans la foulée, son site de ventes en ligne ferme également.
Le 7 août 2019, le site Dragon Age a été lancé et tous les anciens labels de Fujimi Shobo ont été déplacés vers des sites avec leur propre nom de domaine (une refonte de l'interface pour certain). Parallèlement à cela, le site Fujimi Shobo a fermé, laissant uniquement des liens vers chaque label répertorié.

## Magazines

### Magazines publiés

#### Magazines delight novel
- Dragon Magazine (ja), mensuel lancé en 1988, publication bimensuelle à partir de 2008.
- Fantasia Battle Royal, publié en édition spéciale du Dragon Magazine de 2000 à 2007.

#### Magazines de mangas
- Monthly Dragon Age, mensuel lancé en avril 2003 à la suite de la fusion de Monthly Comic Dragon et Monthly Dragon Junior (ja).
- Dragon Age Pure, trimestriel lancé en janvier 2006, publication bimensuelle à partir d'avril 2007 et stoppé en février 2009[10].
- Age Premium, magazine numérique lancée en août 2011 et stoppé en août 2015[11].
- Millefeui (ja), magazine numérique lancée en août 2013 et interrompu en avril 2015.
- Bessatsu Dragon Age, devenu Young Dragon Age, est lancé en septembre 2017 en tant qu'édition spéciale du Monthly Dragon Age[12] ; renouvellement et renommage avec le nom actuel en décembre 2019[13].

#### Autres
- Popteen, magazine de mode mensuel lancé en 1980, puis acheté par Asukashinsha, qui entreprenait le travail éditorial du magazine.
- Haiku kenkyū (ja), magazine mensuel d'haïku acheté par Kadokawa Shoten en 1986 et transféré à Kadokawa S.S. Communications (ja) en 2007.
- RPG Dragon (ja), magazine spécialisé sur les jeux de rôle sur table publié en édition spéciale du Dragon Magazine de 1995 à 1997.

## Labels

### Romans
- Fujimi Fantasia Bunko (ja), label de light novel lancé depuis 1988 :
  - Full Metal Panic! de Shoji Gatoh
  - High School DxD d'Ichiei Ishibumi et de Miyama-Zero
  - Hitsugi no Chaika d'Ichirō Sakaki
  - Kaze no Stigma de Takahiro Yamato et de Hanamaru Nanto
  - Kōkaku no Regios de Shūsuke Amagi
  - Kono subarashii sekai ni shukufuku o! de Natsume Akatsuki et de Kurone Mishima
  - Maburaho de Toshihiko Tsukiji et d'Eeji Komatsu
  - Rune Soldier (ja) (魔法戦士リウイ, Mahō Senshi Riui?, litt. Magical Soldier Louie) de Ryō Mizuno
  - Saber Marionette de Satoru Akahori et de Katsumi Hasegawa
  - Scrapped Princess d'Ichiro Sakaki et de Nakayohi Mogudan
  - Slayers de Hajime Kanzaka
  - The Weathering Continent (ja) de Sei Takekawa et de Mutsumi Inomata
  - Tsūjō kōgeki ga zentai kōgeki de ni-kai kōgeki no okāsan wa sukidesu ka? de Dachima Inaka et de Pochi Iida

- Fujimi L Bunko (ja), label de light novel lancé en juin 2014.

- Fujimi Shobo Novels, label de light novel lancé en mars 2014 et transfert des séries à Kadokawa Books en octobre 2015 :
  - Death March to The Parallel World Rhapsody de Hiro Ainana et de shri

- Dragon Novels, label lancé en février 2019

### Mangas
- Kadokawa Comics Dragon Jr., label lancé en décembre 1994 et transfert des séries au Dragon Comics Age en décembre 2009 :
  - Rokumon Tengai Mon-Colle Knight (en) de Satoru Akahori, de Katsumi Hasegawa et de Hideaki Nishikawa

- ♂BL♂ Love Love Comics, label numérique lancé initialement uniquement sur les téléphones mobiles en août 2010.

- TL nure koi Comics, label numérique lancé en juin 2014.

### Autres
- Fujimi Dragon Book (ja), label de jeu de rôle sur table lancé en 1985.

### Labels interrompus

#### Romans
- Fujimi Bunko.

- Fujimi Roman Bunko (ja), label de romans érotiques existant entre 1977 et 1991.

- Jidai Shōsetsu Bunko, label existant entre 1984 et 1996.

- Dan Oniroku (en) Bunko, label existant entre 1985 et 1987.

- Fujimi Bishōjo Bunko, label existant entre 1986 et 1993.

- Fujimi Dragon Novels (ja), label existant entre 1987 et 1995.

- Fujimi Mystery Bunko (ja), label de light novel existant entre novembre 2000 et mars 2009 :
  - Gosick de Kazuki Sakuraba et de Hinata Takeda

- Style-F (ja), label existant entre 2007 et 2008.

- Shin Jidai Shōsetsu Bunko, label existant entre 2013 et 2015.

#### Mangas
- Fujimi Fantasia Comics, label lancé en 1988 et transfert des séries au Dragon Comics en 1993 :
  - Dragon Half (ja) de Ryūsuke Mita

## Jeu de rôle(Role playing game)
- Arianrhod RPG
- Demon Parasite
- Double Cross
- GURPS
- Sword World 2.0
- Sword World RPG

## Collectible card games
- Dragon All-Stars
- Mon-Colle (Monster Collection)
- Project Revolution

### Annotations
1. ↑  Haiku kenkyū (ja) a été suspendu une fois, puis publié par Kadokawa Magazines (ja) après Kadokawa S.S. Communications (ja), mais sera de nouveau suspendu avec un dernier numéro sorti en août 2011.
2. ↑  Kadokawa Comics Dragon Jr. est un label pour les volumes tankōbon des séries prépubliées dans le Monthly Dragon Age.
3. ↑  L'éditeur réel est Kadokawa Shoten.
4. ↑  Cette mention disparaît avec la fusion et le changement du nom de la société mère en Kadokawa en juin 2013.

### Sources
1. 1 2  (ja) « 会社情報 : 社史 », sur Kadokawa Corporation (consulté le 21 avril 2020)
2. ↑  (ja) « 会社概要 », sur fujimishobo.co.jp (version du 9 décembre 2008 sur Internet Archive) (consulté le 21 avril 2020)
3. ↑  (ja) « 当社完全子会社である株式会社角川グループパブリッシングの吸収合併に関するお知らせ » [PDF],‎ 9 janvier 2013 (consulté le 10 avril 2020)
4. ↑  (ja) « 連結子会社の吸収合併並びに商号及び定款の一部変更に関するお知らせ » [PDF],‎ 28 mars 2013 (consulté le 10 avril 2020)
5. ↑  (en) « Kadokawa to Merge 9 Subsidiaries Into 1 Company », sur Anime News Network, 28 mars 2013 (consulté le 20 octobre 2014)
6. ↑  (en) « Notice of Absorption-Type Merger of Consolidated Subsidiaries and Partial Amendments to the Trade Name and the Articles of Incorporation » [PDF], Kadokawa Corporation, 28 mars 2013 (consulté le 9 octobre 2013)
7. ↑  (ja) « 角川GHD、9子会社を吸収して事業会社に　角川書店、アスキー・メディアワークスなど消滅 », sur itmedia.co.jp,‎ 28 mars 2013 (consulté le 20 octobre 2014)
8. ↑  (ja) « KADOKAWA社内カンパニー制廃止　「角川書店」「富士見書房」、組織名から消える », sur itmedia.co.jp,‎ 16 avril 2015 (consulté le 10 avril 2020)
9. ↑  (en) Rafael Antonio Pineda, « Kadokawa Corporation to Restructure, Dissolve Brand Companies : Famitsu Magazine will move to Kadokawa's parent company », sur Anime News Network, 16 avril 2015 (consulté le 10 avril 2020)
10. ↑  (en) Egan Loo, « Dragon Age Mag Add 5 New Manga, Inherits 2 More : Tunasima's Jinki: Extend: Relation, Aoki's Tetsunagi Kooni., Yamada's Gifuto, more », sur Anime News Network, 13 mai 2009 (consulté le 21 avril 2020)
11. ↑  (en) Rafael Antonio Pineda, « Age Premium Online Manga Magazine Shuts Down : 5 manga to transfer to sister magazine Monthly Dragon Age », sur Anime News Network, 8 juillet 2015 (consulté le 21 avril 2020)
12. ↑  (en) Karen Ressler, « Bessatsu Dragon Age Magazine to Launch With New Manga by Trinity Seven, Triage X Creators : Ojisan to Marshmallow, Dragon's Rioting creators also launch new series », sur Anime News Network, 11 septembre 2017 (consulté le 21 avril 2020)
13. ↑  (en) Rafael Antonio Pineda, « Bessatsu Dragon Age Magazine Changes Name to Young Dragon Age : New name debuts on December 26 alongside 4 new manga », sur Anime News Network, 30 septembre 2019 (consulté le 21 avril 2020)